# 橋本尚 (電気技術者)
橋本 尚（はしもと たかし、1929年1月29日 - 1999年）は、日本の電気技術者、文筆家。技術コンサルタント。

## 生涯
大阪府堺市出身。1948年大阪工業専門学校電気科（現大阪府立大学）卒、1961年近畿大学理工学部電気工学科卒。

## 親族
長男の橋本岳（たけし、1961年生）は電気工学者、静岡大学教授。次男の橋本均(ひとし)は薬学研究者、大阪大学教授 。

## 著書
- 『電気に強くなる インスタント電気学入門』講談社ブルーバックス　1969
- 『電気の手帖 電気がまからICまで』講談社ブルーバックス　1971
  - 『電気の手帖 電気がまから超LSIまで 改訂新版』講談社ブルーバックス　1985
- 『科学常識の盲点 暮らしの中の物理より』講談社ブルーバックス　1974
- 『電気ドクター』朝日新聞社　1975
- 『日曜日の物理学 暮らしの中の科学の目』講談社ブルーバックス　1976
- 『マイコンがわかる本 使い方楽しみかた』徳間ブックス、1977
- 『家庭電気に強くなる本 電器屋さんも教えない180の知恵』徳間ブックス、1978
- 『ラジコンがわかる本 メカを知り、使って楽しむ』徳間ブックス、1978
- 『楽器の科学 角笛からシンセサイザー』講談社ブルーバックス　1979
- 『おもしろ博士のアイデア・ボックス』PHP研究所 1980
- 『省エネルギーの知恵 倹約の科学』講談社ブルーバックス　1980
- 『知的パソコン活用術 未来を創るマイコン・パワー』徳間ブックス、1981
- 『ビジネスマン「いざ」という時の戦略・戦術』PHP研究所 1981
- 『カタログ学入門 エレクトロニクス機器に強くなる』講談社ブルーバックス　1982
- 『1000万人のエレクトロニクス入門 電気と電子の基礎を学ぶ』啓学出版 K&Gブックス　1982
- 『身近な科学ゼミナール 楽しく学べて役に立つ』講談社ブルーバックス　1983
- 『電気製品賢い買い方・選び方 店員さんも驚いた!値切るよりトクする知恵』講談社 オレンジバックス　1984
- 『日経産業・日刊工業・日本工業新聞の読み方・活かし方』日本能率協会 1984
- 『ニューメディア時代への警告』講談社 1985
- 『連想ハイテク用語250選』日刊工業新聞社 1985
- 『こうすれば勝てる ビジネスマン生き残りのための100章』にっかん書房 1986
- 『小さな巨人LSI「大規模集積回路」』誠文堂新光社 入門エレクトロニクス　1986
- 『電池の科学 生物電池から太陽電池まで』講談社ブルーバックス　1987
- 『火を噴く日米半導体戦争』にっかん書房 1987
- 『男のおもしろ家電学 電池から超電導製品まで117項目検証』主婦の友社 1988
- 『10歳からの超電導 初めての人でもよくわかる本』講談社ブルーバックス　1988
- 『最先端技術に強くなる本 ファジー感覚でハイテク・トレンドを読む』HBJ出版局 1989
- 『ISDN革命のすべてがわかる本 何が、どのように変わるのか?』HBJ出版局 1990
- 『ことわざの科学 どこまでホント?』講談社ブルーバックス　1991
- 『3時間でカオス理論がわかる本 「混沌」を科学する新しい数学理論 街角の不思議から応用の可能性まで』HBJ出版局 1992
- 『ことわざ安全読本』労働新聞社 1999

### 共著
- 『マンガ超電導入門』久松文雄画 講談社 1987
- 『なっとくする電気の法則』橋本岳共著 講談社 2001